# آیدا اصغرزاده
آیدا اصغرزاده فرانسوی: Aïda Asgharzadeh‎؛ زادهٔ ۲۸ اکتبر ۱۹۸۶ در پاریس، نویسنده و هنرپیشه زن فرانسوی ایرانی‌تبار است.

## زندگی‌نامه
آیدا از خانواده‌ای ایرانی به دنیا آمده‌است که بعد از انقلاب به فرانسه پناهنده و در سال ۱۹۹۰ ساکن شهر بنیو، او-دو-سن شدند. او دانش‌آموختهٔ ادبیات مدرن و سینما از دانشگاه پاریس ۳: سوربن جدید است. آیدا به موازات تحصیلات دانشگاهی، در فاصلهٔ ۲۰۰۵ تا ۲۰۱۰ به یادگیری هنر تئاتر رو آورد. در ۲۰۱۱ به لطف فرانک برتیه با ایفای نقش در چند نمایشنامه رسماً وارد عرصهٔ تئاتر شد. در ۲۰۱۳ نمایشنامهٔ آدمهای لرزان (Les Vibrants) را نوشت و آن را در جشنواره آوینیون (۲۰۱۴) به روی صحنه برد. این نمایش در سالهای بعد بارها در سالنهای مختلف و از جمله در تئاتر شانزه‌لیزه به روی صحنه رفته‌است.
آیدا در سال ۲۰۱۶ به همراه کامل ایسکِر، حامی و مشوقش در تئاتر، نمایشنامهٔ دست لیلا (La main de Leïla) را نوشت که با اقبال خوبی روبه‌رو شد. او در ۲۰۱۷ نمایشنامه آخرین درخت سدر لبنان و در ۲۰۱۸ دامی برای سیندرلا را نوشته‌است.
آیدا اصغرزاده از سال ۲۰۰۹ به بعد در چند فیلم و سریال نیز ایفای نقش کرده‌است.